# Jarvis Scott
Jarvis Scott (Jarvis Lavonne Scott; * 6. April 1947 in Waco; † 29. September 2017) war eine US-amerikanische Sprinterin, die sich auf den 400-Meter-Lauf spezialisiert hatte.
1968 wurde sie bei den Olympischen Spielen in Mexiko-Stadt Sechste mit ihrer persönlichen Bestzeit von 52,7 s und 1971 Achte bei den Panamerikanischen Spielen in Cali.
1968 wurde sie US-Meisterin über 400 m und 1969 sowie 1971 US-Hallenmeisterin über 440 Yards.